# زنجیل‌آباد
زنجیل‌آباد یکی از روستاهای استان آذربایجان شرقی است که در دهستان اردلان بخش مهربان شهرستان سرآب واقع شده‌است.اسم قدیم زنجیل‌آباد (زنگین‌اوبا) بوده است یعنی محل (پرخیر و برکت) و علت نامگذاری آن هم به بخاطر داشتن دیمزارهای حاصلخیز و مزارع بزرگ و پربرکت و مراتع غنی هست که سهم به سزایی در تامین کننده غلات و دام منطقه مهربان دارد.
از مناطق دیدنی این روستا آبگرم طبیعی معدنی و فصلی شورسو می باشد که در فصل تابستان در بستر  رودخانه آجی‌چای (تلخه‌رود) ظاهر شده و بازدیدکنندگان زیادی دارد.